# Принц Џорџ од Велса
Принц Џорџ од Велса (енгл. Prince George of Wales; Лондон, 22. јул 2013), пуним именом Џорџ Александер Луис (енгл. George Alexander Louis), први је син и најстарије дете Вилијама, принца од Велса и Кетрин, принцезе од Велса.
Рођен је 22. јула 2013. у Болници Свете Марије у Лондону. Тренутно се налази на другом месту у наследном низу британске круне, иза свог оца. Крштен је 23. октобра 2013. године. Том приликом је направљена фотографија са четири генерације британских монарха, прва такве врсте од времена краљице Викторије.

## Први пријем
Први пријем за неког од званичника других држава код принца Џорџа, уприличен је 22. априла 2016. године. Тога дана, касно поподне, принц Џорџ се сусрео са америчким председником Бараком Обамом и његовом супругом Мишел у Кенсингтон палати. Двогодишњи принц Џорџ дочекао је госте у пиџами и белом огртачу, учтиво се руковао са председником САД, а затим сео на ручно прављеног дрвеног коњића који су му он и Мишел поклонили раније за први рођендан како би им показао колико му се свиђа.